# Human Horizons
Human Horizons (кит. 华人运通) — китайская компания, выпускающая электромобили под брендом HiPhi.

## История
Компания Human Horizons была основана в августе 2017 года Динем Леи.
Штаб-квартира компании расположена в Шанхае, а 25 октября 2018 года было представлено 2 концепт-кара — Human Horizons Concept A и Human Horizons Concept H.
31 июля 2019 года компания представила первый автомобиль под брендом HiPhi — HiPhi 1 concept.

## Продукция

### Концепт-кары

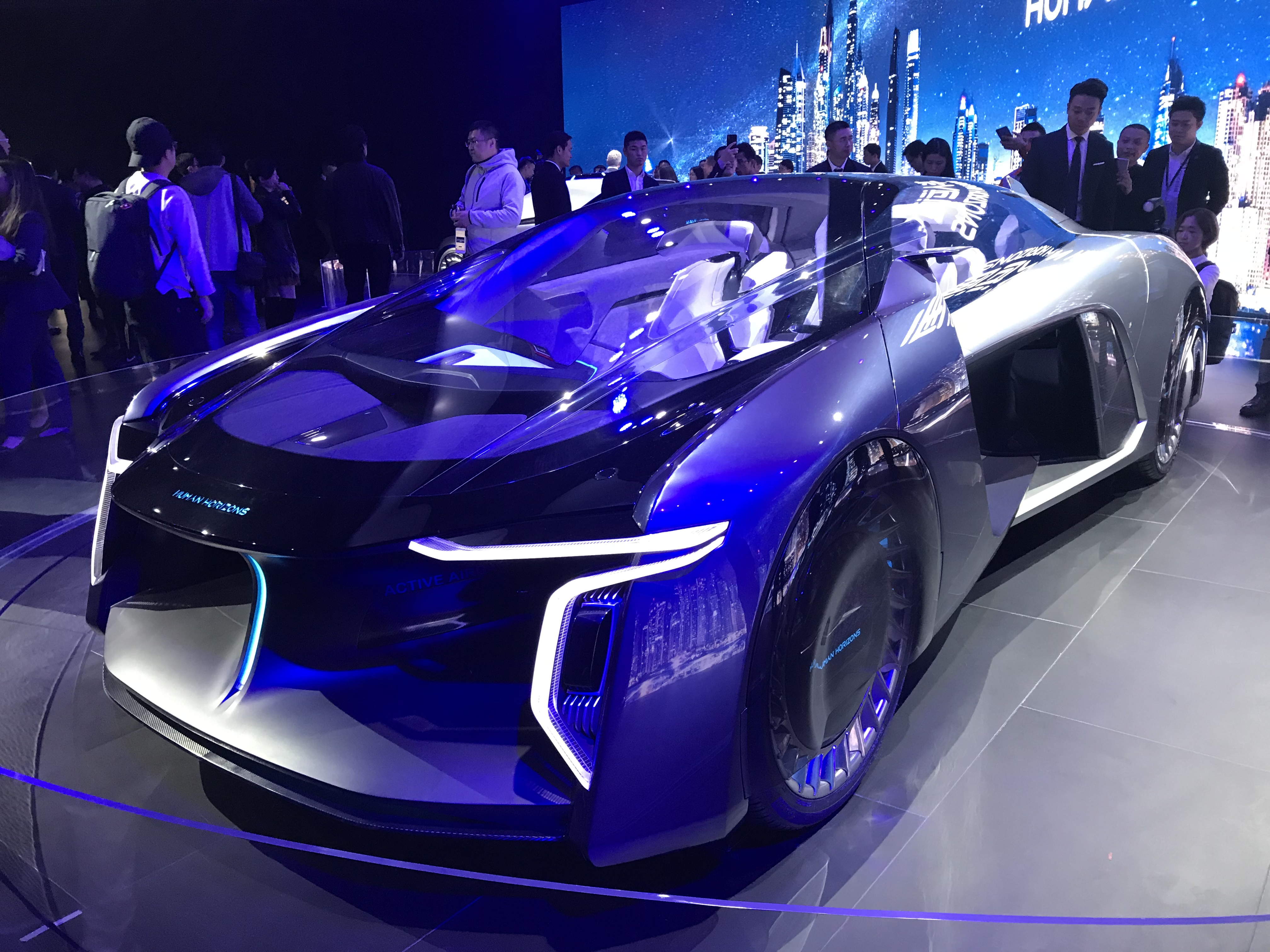
Human Horizons Concept A
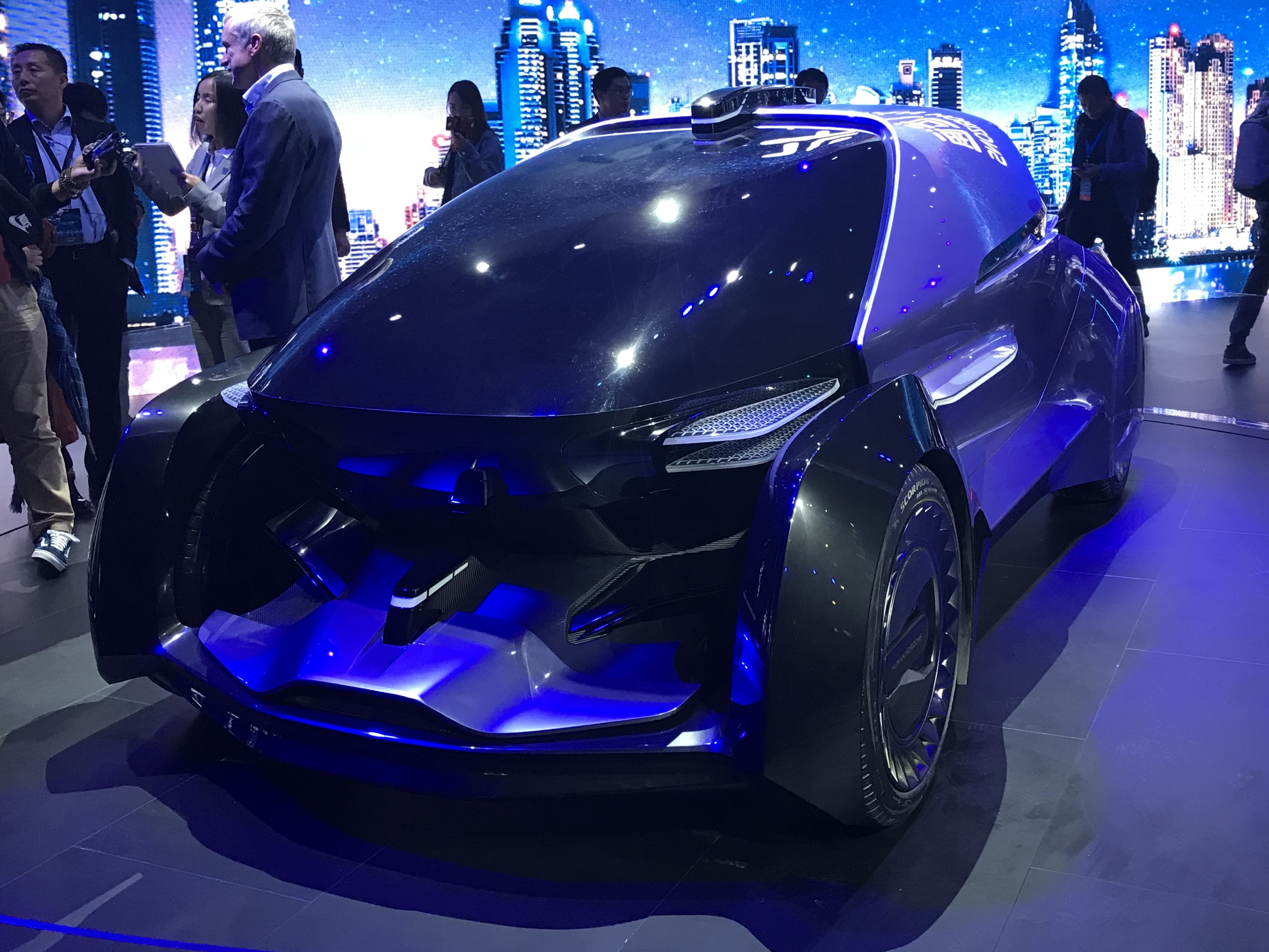
Human Horizons Concept H

- Human Horizons Concept H
- Human Horizons Concept A